# Joël Thomas
Pour les articles homonymes, voir Thomas et Joel Thomas.
Joël Fabrice Goho Bah Thomas dit Joël Thomas est un footballeur français né le 30 juin 1987 à Caen.

## Biographie
Il est formé aux Girondins de Bordeaux. En 2007, il signe son premier contrat professionnel au 1. FC Kaiserslautern à 19 ans.
En 2008, il rejoint le championnat écossais et le club d'Hamilton Academical.en Premier League écossaise.
Il rejoint la Grèce en 2011 en signant au Ionikos Le Pirée.
Il signe en 2013 au FC Dinamo Bucarest.